# San Juan de Lurigancho
San Juan de Lurigancho és un districte de la província de Lima, Perú, localitzat en l'àrea coneguda com a Cono Este . Hom s'hi refereix com a "SJL" en diverses formes de transport. Amb una població actual que pot excedir un milió de persones, és el districte més poblat del país.

## Geografia
Al nord, hi fan frontera els districtes de Carabayllo i San Antonio, Huarochirí, que és a la Província de Huarochirí. San Juan de Lurigancho és vorejat per Comas, Independencia i Rímac a l'oest; i Lurigancho a l'est. El riu Rímac marca la frontera del districte amb Lima i El Agustino al sud. Les àrees urbanes més importants al districte són Mangomarca, Zárate, Las Flores de Lima, Canto Grande i Bayovar. Una de les primeres àrees urbanes a San Juan de Lurigancho és Caja de Agua, situat a l'entrada del districte. Caja de Agua està envoltant pels turons San Cristóbal i Santa Rosa de sud a oest i per l'Avinguda Próceres de la Independencia, que separa Caja de Agua de Zárate.

## Transport
San Juan de Lurigancho és servit per moltes rutes d'autobusos que el connecten amb gairebé tots els altres districtes a Lima.
La ruta principal que connecta San Juan de Lurigancho amb la resta de l'Àrea metropolitana de Lima és l'Avinguda Próceres de la Independencia. El Puente Nuevo, inaugurat el 1993, proporciona un enllaç directe llargament necessitat amb El Agustino i connecta el sud i l'est.

## Altres
Dues de les presons més grans del Perú es troben a San Juan de Lurigancho: Presó Castro-Castro i San Pedro.